# Phthinia congenita
Phthinia congenita är en tvåvingeart som beskrevs av Eberhard Plassmann 1984. Phthinia congenita ingår i släktet Phthinia och familjen svampmyggor.
Artens utbredningsområde är Sverige. Enligt den finländska rödlistan är arten nära hotad i Finland. Arten är reproducerande i Sverige. Artens livsmiljö är naturmoskogar. Inga underarter finns listade i Catalogue of Life.